# Pseudopathocerus humboldti
Pseudopathocerus humboldti é uma espécie de coleóptero da tribo Mysteriini (Anoplodermatinae). Com distribuição na Argentina, Brasil e Paraguai.